# Миллионный отвод
Миллио́нный отво́д — произведённый в 1898 году отвод (выделение) одного миллиона десятин (1,0925 млн га) земель из свободного войскового запаса из земель Оренбургского казачьего войска казахскому (киргизскому или киргиз-кайсацкому в терминах конца XIX — начала XX вв.) кочевому населению, с целью ликвидации малоземелья в южных и западных казачьих станицах Оренбургского войска и одновременно урегулирования пастбищного землепользования казахами-кочевниками.

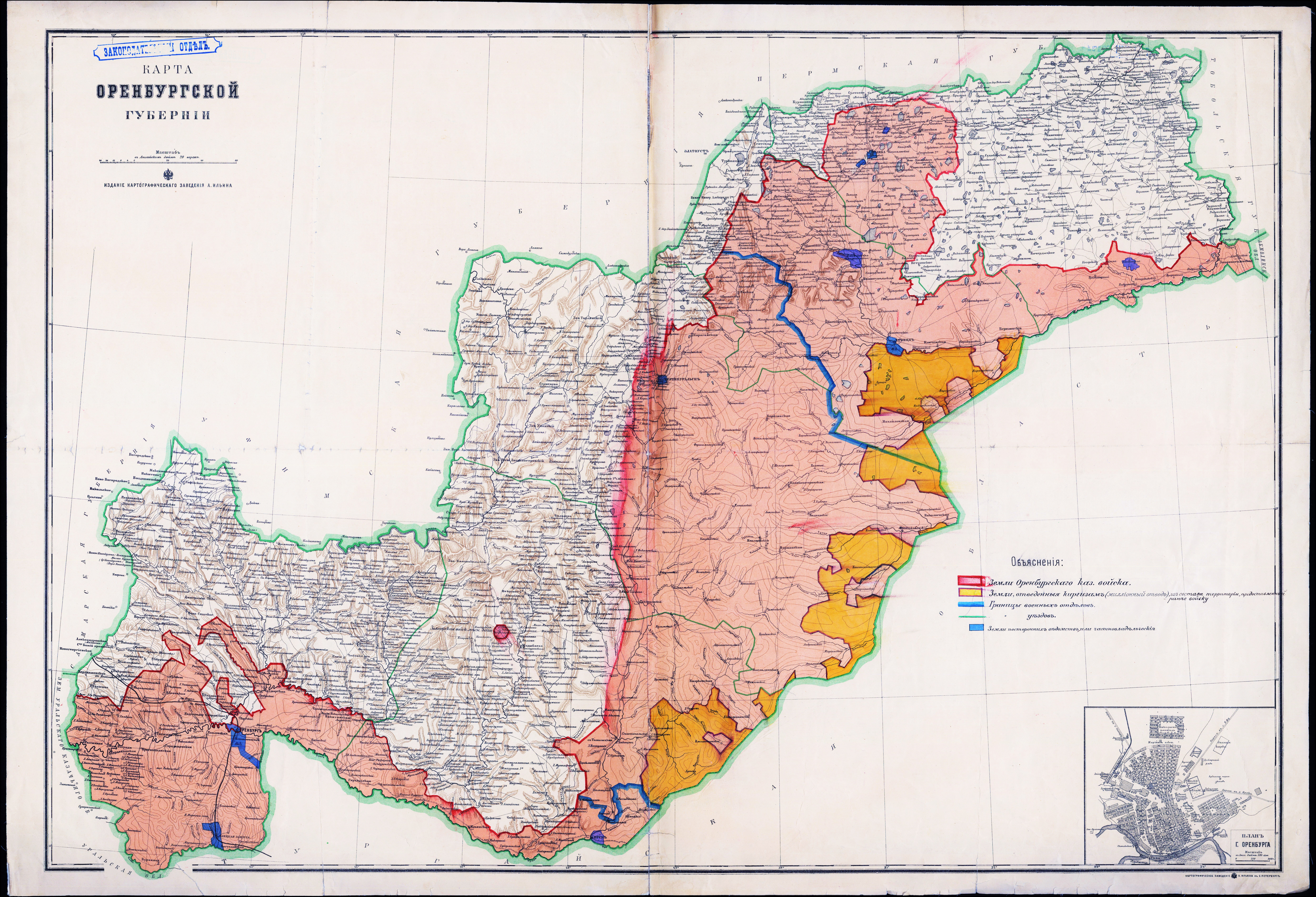
«Миллионный отвод» показан на карте оранжевым цветом

В 1898 году по инициативе Управления Военного Министерства комитетом министров Российской империи был принят к рассмотрению вопрос об землеустройстве казахов четырех волостей Новолинейного района, проживавших в пределах Оренбургской губернии, на «Миллионном отводе». Военный губернатор Тургайской области, а также Особая комиссия во главе с советником Тургайского Областного Управления В. А. Поклевским-Коззелем считали необходимым скорейшее переселение казахов на «Миллионный отвод», который предоставлялся казахам в постоянно пользование с причислением к составу Тургайской области, это означало что казахское население «Миллионного отвода» должно было подчиняться, как в административном, так и в полицейском отношениях к органам Тургайского областного управления. Размер земельных наделов для казахского населения не был чётко определён, однако теоретически предполагалось, что этот надел следовало устанавливать по действительной потребности каждого домохозяйства, но не превышать 145 десятин (158,4 га) на кибитку (юрту), то есть семейное хозяйство.
Фактически внутри «Миллионного отвода» оказались вкраплены чересполосные участки казачьих земель со станицами и посёлками.
В 1901 г., когда новые границы «Миллионного отвода» были установлены на местности, кочевавшим на территории Оренбургского казачьего войска казахам было предложено вместе с переданными им в пользование землями приписаться к Кустанайскому уезду Тургайской области.
Переселенческое движение 1910-х гг., осуществлявшееся в Тургайскую область, затронуло не только территорию «Миллионного отвода» и смежные с ним земли Тургайской области, но и казачьи земли (переселенцы приобретали т. н. «офицерские участки»). Были построены железнодорожные линии Троицк-Кустанай и Троицк-Орск.
В 1919 году Кустанайский уезд (вместе с землями «Миллионного отвода») был передан из состава Тургайской области в состав Челябинской губернии, однако уже в 1920 году уезд был включён в состав вновь образованной Киргизской АССР в состав образованной Кустанайской губернии. В 1925 году Оренбургская губерния была выделена из состава Киргизской АССР (одновременно переименованной в Казакскую АССР), что привело к пересмотру границы этой автономной республики, границы которой прошли по западной окраине «Миллионного отвода».